# Nghi Lan
Nghi Lan là một huyện ở đông bắc Đài Loan. Tên gọi của huyện bắt nguồn từ bộ tộc bản địa Kavalan. Nghi Lan thuộc địa giới hành chính của Đài Loan.

## Phân chia hành chính
Huyện Nghi Lan có 1 thành phố cấp huyện, 3 trấn, 6 hương và 2 hương miền núi.
| \| Tiếng Việt \| Chữ Hán phồn thể \| \| ------------------ \| ---------------- \| \| Thành phố Nghi Lan \| 宜蘭市 \| \| La Đông (trấn) \| 羅東鎮 \| \| Tô Áo (trấn) \| 蘇澳鎮 \| \| Đầu Thành (trấn) \| 頭城鎮 \| \| Tiêu Khê \| 礁溪鄉 \| \| Tráng Vi \| 壯圍鄉 \| \| Viên Sơn \| 員山鄉 \| \| Đông Sơn \| 冬山鄉 \| \| Ngũ Kết \| 五結鄉 \| \| Tam Tinh \| 三星鄉 \| \| Đại Đồng \| 大同鄉 \| \| Nam Áo \| 南澳鄉 \| | Viên Sơn Đông Sơn Tô Áo Đầu Thành Thành phố Nghi Lan Tam Tinh Tiêu Khê La Đông Đại Đồng Nam Áo Tráng Vi Ngũ Kết Đơn vị hành chính Nghi Lan |
| Tiếng Việt | Chữ Hán phồn thể |
| Thành phố Nghi Lan | 宜蘭市 |
| La Đông (trấn) | 羅東鎮 |
| Tô Áo (trấn) | 蘇澳鎮 |
| Đầu Thành (trấn) | 頭城鎮 |
| Tiêu Khê | 礁溪鄉 |
| Tráng Vi | 壯圍鄉 |
| Viên Sơn | 員山鄉 |
| Đông Sơn | 冬山鄉 |
| Ngũ Kết | 五結鄉 |
| Tam Tinh | 三星鄉 |
| Đại Đồng | 大同鄉 |
| Nam Áo | 南澳鄉 |

## Liên kết
- Yilan County Government Website (tiếng Trung) Lưu trữ ngày 16 tháng 6 năm 2004 tại Wayback Machine (tiếng Anh) Lưu trữ ngày 22 tháng 4 năm 2016 tại Wayback Machine
- ICFFF website (tiếng Trung)
- http://www.necoast-nsa.gov.tw/en/ Lưu trữ ngày 21 tháng 2 năm 2007 tại Wayback Machine
- http://yi-lan.karube.net/AAVSEQ03.htm Lưu trữ ngày 22 tháng 6 năm 2006 tại Wayback Machine
- Yilan - A Natural Choice for Families Lưu trữ ngày 16 tháng 7 năm 2011 tại Wayback Machine